# Sand in meiner Hand
Sand in meiner Hand ist ein Lied der deutschen Rockband Down Below. Das Stück ist die dritte Singleauskopplung aus ihrem zweiten Studioalbum Sinfony²³.

## Entstehung und Artwork
Geschrieben wurde das Lied von Matthias Barwig (Neo Scope), Matthias Lindblom, Steve van Velvet und Andreas Wollbeck. Für das Arrangement und die Produktion zeichnete Henning Verlage verantwortlich. Entwickelt (Engineered), gemastert und gemischt wurde die Single von Vincent Sorg; als Koentwickler stand ihm Toni Loitsch zur Seite.
Auf dem Frontcover der Single ist – neben der Aufschrift des Künstlers und des Liedtitels – das Gesicht von Neo Scope neben einer Sanduhr, zu sehen. Das Artwork und die Fotografie des Covers stammen von Frank Fiedler. Die Aufnahmen fanden im Sendener Tonstudio Principal Studios statt.

## Veröffentlichung und Promotion
Die Erstveröffentlichung von Sand in meiner Hand fand 2007 als Promo-Single in Deutschland statt. Auf dieser befand sich nur die Singleversion des Liedes. Am 15. Februar 2008 folgte schließlich die offizielle Veröffentlichung des Liedes bei Vertigo Records. Das Lied erschien dabei zeitgleich als Teil der „Limited Edition“ von Down Belows zweiten Studioalbum Sinfony²³ (Katalognummer: 176 271 9) sowie als Single. Die Single erschien als CD-Maxi-Single (Katalognummer: 176 103 5) sowie zum Download und umfasste neben der Singleversion einen Remix zu Sand in meiner Hand sowie ebenfalls einen Remix und das Musikvideo zur vorangegangenen Single Private Soul Security, als B-Seiten.

## Bundesvision Song Contest
Um das Lied und sich selbst zu bewerben, traten Down Below beim Bundesvision Song Contest 2008 für das Bundesland Sachsen-Anhalt an. Sie belegten hinter Subway to Sally (Auf Kiel) und Clueso (Keinen Zentimeter) den dritten Rang mit 96 Punkten. Aus ihrer Heimat Sachsen-Anhalt bekam die Band mit zwölf Punkten die volle Punktzahl, mit Ausnahme des Bundeslandes Bremen bekamen sie aus allen Bundesländern mindestens vier Punkte. Jeder Künstler dreht zu Promotionzwecken einen Wahlwerbespot für die Teilnahme am BuViSoco. In diesem stehen Down Below auf einer Theaterbühne und stellen bekannte Persönlichkeiten Sachsen-Anhalts auf sarkastische Art vor, wie z. B. Martin Luther, Katharina die Große, Fürst Leopold III. Friedrich Franz und Stefan Kretzschmar.
Punktevergabe
|   |   |   |   |   |   |   |   |    |   |   |   |   |   |   |   | Gesamt |
| - | - | - | - | - | - | - | - | -- | - | - | - | - | - | - | - | ------ |
| 4 | 7 | 6 | 5 | 7 | 0 | 5 | 6 | 12 | 5 | 7 | 8 | 6 | 5 | 6 | 7 | 96     |

## Inhalt
Der Liedtext zu Sand in meiner Hand ist in deutscher Sprache verfasst. Die Musik und der Text wurden gemeinsam von Matthias Lindblom, Neo Scope, Steve van Velvet und Andreas Wollbeck geschrieben beziehungsweise komponiert. Die Band selbst gab an, dass sie das Lied eigens für den Bundesvision Song Contest geschrieben habe. Es ist nach zwei englischsprachigen Studioalben der erste deutschsprachige Titel von Down Below. Musikalisch bewegt sich das Lied im Bereich der Rockmusik, stilistisch im Bereich des Dark Rock. In einem Interview erklärte Scope, dass die Idee zu Sand in meiner Hand darauf basiere, Donatien Alphonse François de Sade als böses anderes ich von ihm selbst darzustellen, woraus sich ein interessanter Handlungsbogen ergäbe. Textlich waren sie sich sicher, dass wenn man einen deutschsprachigen Text aufnähme, dieser zur Thematik passen müsse und komplett auf Deutsch sei.

„Ich reiß dich fort mit in die Nacht.
Und bevor der Tag erwacht, gehst du ohne Widerstand,
so wie Sand in meiner Hand.
Und es raubt mir den Verstand, hast du mich denn nicht erkannt?
Du warst nie viel mehr als Sand,
Sand in meiner Hand.“

## Mitwirkende
| Liedproduktion - Carter: Gitarre - Convex: Bass - Matthias Lindblom: Komponist, Liedtexter - Toni Loitsch: Co-Entwickler - Mr. Mahony: Schlagzeug - Neo Scope: Gesang, Komponist, Liedtexter - Alex Scholpp: Gitarre - Vincent Sorg: Abmischung, Entwickler, Mastering - Strings Deluxe: Streichinstrumente - Steve van Velvet: Komponist, Liedtexter - Henning Verlage: Arrangeur, Musikproduzent - Andreas Wollbeck: Komponist, Liedtexter | Artwork (Cover) - Frank Fiedler: Artwork, Fotograf Unternehmen - Principal Studios: Tonstudio - Universal Music Group: Vertrieb - Vertigo Records: Musiklabel |

## Chartplatzierungen
Sand in meiner Hand erreichte in Deutschland Rang 42 der Singlecharts und konnte sich drei Wochen in den Charts platzieren. Für Down Below ist dies der einzige Charthit ihrer Karriere. Zudem ist es die beste Chartplatzierung die sowohl in den Single- als auch in den Albumcharts von Down Below erreicht wurde, ebenfalls konnte sich kein anderer Tonträger der Band länger als drei Wochen in den Charts halten.